# Breitspurbahn

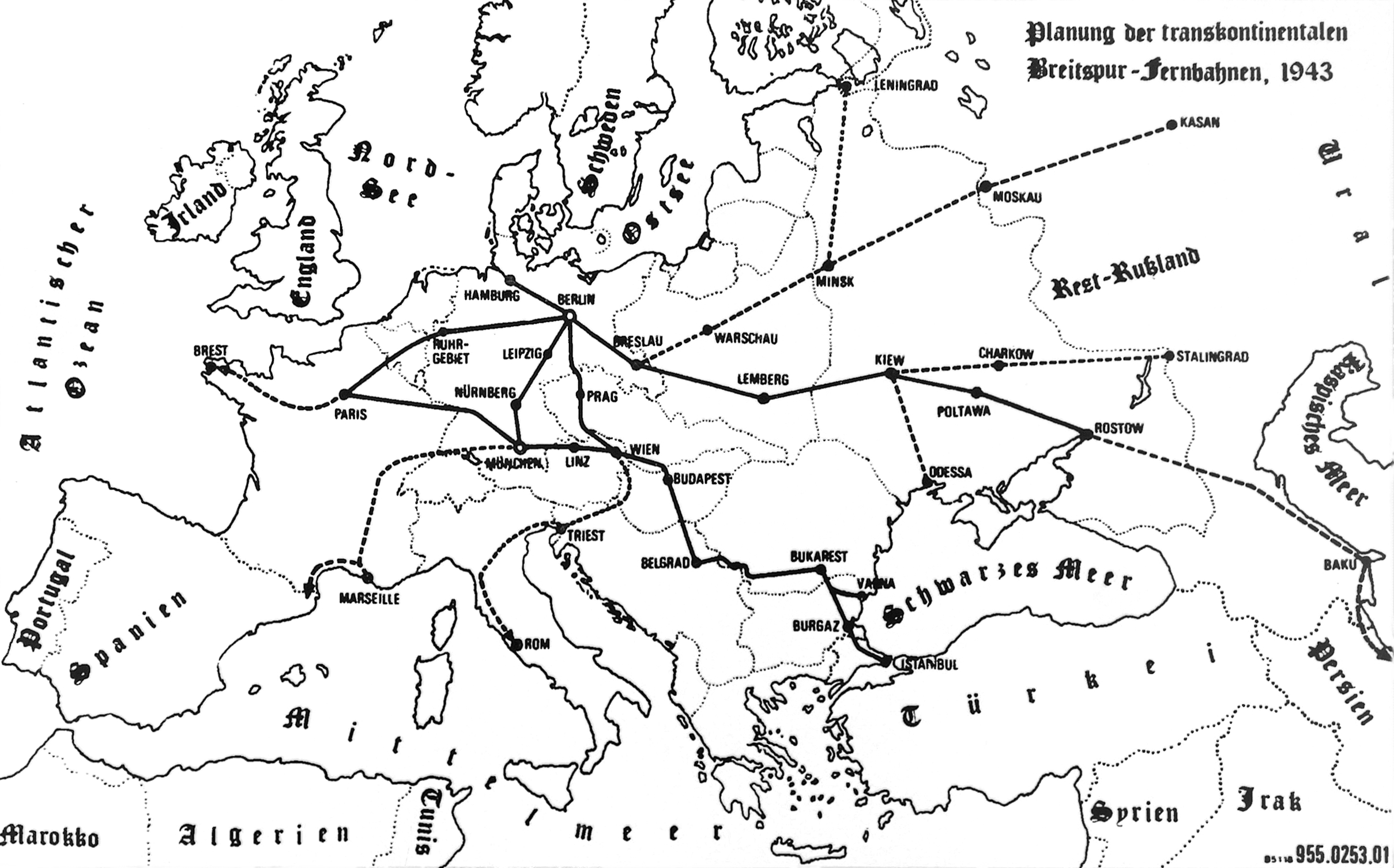
Mapa de las rutas propuestas en 1943 (dibujo de posguerra con las fronteras de 1937)

El "Breitspurbahn" (en alemán, ferrocarril de vía ancha) fue un proyecto de ferrocarril de vía ancha (3000 mm (9' 10,10") ) propuesto por Adolf Hitler durante el régimen nazi en Alemania, que se pretendía que utilizara coches de dos pisos para conectar las principales ciudades de la Grossdeutschland, la Alemania ampliada pretendida por Hitler, y los estados vecinos. 

## Historia
Debido a las reparaciones económicas impuestas a Alemania tras su derrota en la Primera Guerra Mundial, la compañía ferroviaria alemana, la Deutsche Reichsbahn, careció durante una serie de años del dinero necesario para una expansión adecuada y para un mantenimiento suficiente de su red de vías y material rodante.
Después de la toma del poder de Hitler al frente del Partido Nacional Socialista, el tráfico comercial y civil aumentó debido a los estímulos económicos, y los ferrocarriles alemanes debieron enfrentarse a un serio problema de capacidad. Como resultado de esta situación, y en parte impulsado por sus objetivos militares, el gobierno comenzó a preparar planes para modernizar la red ferroviaria y aumentar su capacidad de transporte. Hitler creía que el ancho de vía estándar de Stephenson estaba obsoleto y era demasiado estrecho para el desarrollo completo de los ferrocarriles. Además, su idea del futuro imperio alemán como esencialmente un Imperio terrestre, hizo que se imaginara los nuevos ferrocarriles alemanes como un equivalente terrestre de los transatlánticos y los cargueros que conectaban el Imperio británico. 
Hitler aceptó una sugerencia de Fritz Todt para construir un nuevo Reichsspurbahn (Ferrocarril de Ancho Imperial) de alta capacidad, con un ancho de vía notablemente mayor. Las objeciones de los expertos ferroviarios eran numerosas. Por ejemplo, previeron dificultades para introducir un nuevo ancho incompatible con el existente (proponiendo construir líneas de ancho estándar de vía cuádruple en su lugar), y no podían imaginar ningún uso para la vasta capacidad de transporte de dicho ferrocarril. Sin embargo, estas objeciones fueron ignoradas por Hitler, quien ordenó que se construyeran las primeras líneas del Breitspurbahncon entre Hamburgo, Berlín, Núremberg, Múnich y Linz. 
El proyecto involucró como socios comerciales a Krauss-Maffei; Henschel; Borsig; Brown, Boveri & Cie; y a Krupp, pero no se desarrolló más allá de la planificación de la línea y de los trabajos topográficos iniciales. Durante la Segunda Guerra Mundial, 100 funcionarios y 80 ingenieros continuaron trabajando en el proyecto.

## Vías

Comparación con los anchos estándar y ruso

Originalmente propuesto para circular sobre una vía de 4 metros de anchura, el Breitspurbahn se desarrolló finalmente con un ancho de 3 metros, más del doble de la anchura de la vía estándar, y tres veces la anchura de la vía de ancho métrico. Estas considerables dimensiones requerían el uso de vías sin balasto (una tecnología que se desarrollaría plenamente 30 años después para el BART de San Francisco y 40 años más tarde para las líneas de alta velocidad alemanas) que consistía en dos "paredes" de hormigón pretensado paralelas hundidas en la plataforma, unidas en la parte superior por una losa transversal plana. Los carriles se fijarían en la parte superior de las "paredes", con un material elástico entre la base del carril y el hormigón. Debido a que no se usaban traviesas, esta vía también habría podido utilizarse como una pista adecuada para fines de mantenimiento y militares. La longitud de las zonas de cruce entre trenes sería de más de una milla. 
El territorio ruso que quedaría incluido en el Lebensraum (sistema sub Breitspurbahn) según los planes de Hitler, ya utilizaba desde mediados del siglo XIX el ancho de vía de 1,52 metros (ligeramente más amplio que el estándar), aproximadamente la mitad del ancho de vía de 3,0 metros que finalmente se decidió. El ancho de vía de 2,14 metros, utilizado anteriormente por el Great Western Railway en Gran Bretaña en el siglo XIX, tenía aproximadamente tres cuartas partes del ancho estudiado por los ingenieros de la Alemania nazi, quedando a medio camino entre la medida de 1,52 metros y la de 3,0 metros. El ancho de vía de 1,95 metros, usado brevemente en los Países Bajos antes de 1866, tenía aproximadamente dos tercios del ancho del sistema propuesto para el Breitspurbahn.

## Vehículos

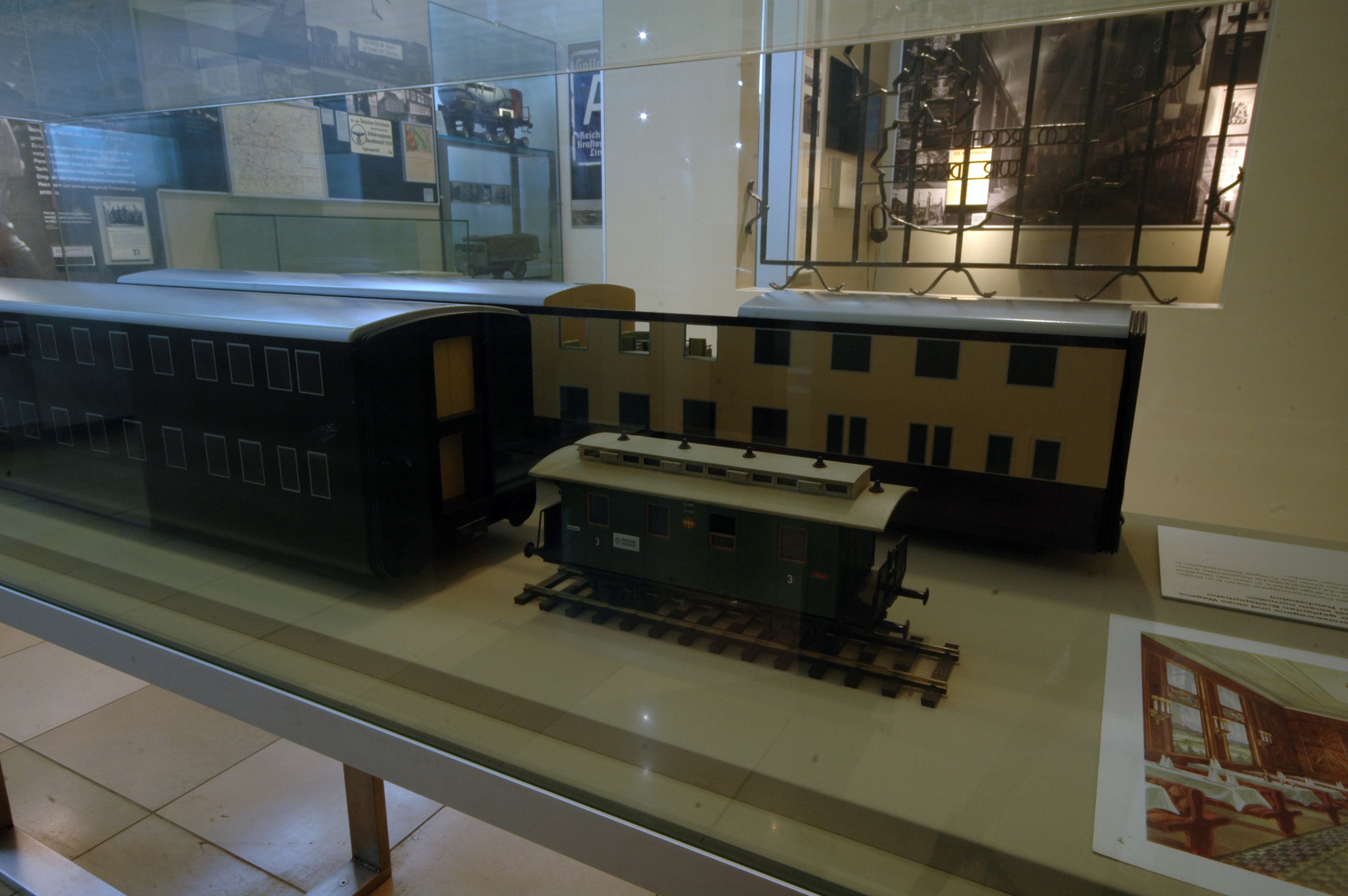
Modelos de vagones de dos pisos en el Museo DB, Núremberg

### Locomotoras
Los socios industriales sugirieron 41 diseños diferentes de locomotoras, entre los que figuraban modelos de vapor clásicos, turbinas de vapor, turbinas de gas eléctricas, máquinas diésel-hidráulicas o locomotoras eléctricas. Los diseños iban desde los 12 ejes (UIC: 3'Fo3 ', Whyte: 6-12-6) hasta los 52 ejes (UIC: 2'Fo'Fo'2' + 5T5 + 5T5 + 2'Fo'Fo'2 ', Whyte: 4-12-12-4 + 10-10 + 10-10 + 4-12-12-4). La potencia oscilaba entre 11 400 a 18 400 kW (15 287,6 a 24 674,8 HP). Todas las locomotoras tendrían acopladores automáticos, desde los acopladores Janney hasta los acopladores SA3. Varios diseños fueron preseleccionados, con las locomotoras de pasajeros para ser principalmente eléctricas y diésel-hidráulicas con acopladores SA3, y las locomotoras de carga para ser principalmente convencionales de vapor, con acopladores Janney. 

### Unidades múltiples
Se propusieron unidades múltiples diésel y eléctricas de entre 5 y 8 vehículos para viajes de corta distancia. A pesar de ser de un nivel algo más bajo, los diseños propuestos incluían paseos, bares, salones y grandes comedores.

### Coches de viajeros
La propuesta era que las locomotoras de alto rendimiento deberían tirar de vagones de doble piso de 8 ejes con una longitud de 42 metros (137,8 pies), ancho de 6 metros (19' 81/5") y altura de 7 metros (22' 113/5"). Los coches tendrían puertas holandesas (con escalera retráctil), y los trenes estarían equipados con un restaurante, cine, piscina, barbería y sauna. Todo el tren tendría una longitud de unos 500 metros (1640 pies), permitiendo una capacidad de entre 2000 y 4000 pasajeros, viajando a velocidades de 200 kilómetros por hora (124 mph). Entre los diseños, estaban incluidos:
- Coche de día de primera/segunda clase: 48 asientos de primera clase en 12 compartimentos, 144 asientos de segunda clase en 24 compartimentos, bar, salón, sala de lectura, compartimentos para equipaje, 12 aseos.
- Coche de día de tercera clase: 460 asientos en 56 compartimentos, salón, 12 aseos.
- Coche comedor de primera/segunda clase: 130 asientos en 24 mesas, cocina, despensa.
- Coche de día de tercera clase con comedor: 244 asientos en 28 compartimentos, comedor de 176 asientos, cocina, despensa.
- Coche para dormir de 1ª/ 2ª clase: 16 camas de primera clase en 16 cabinas, 41 camas de segunda clase en 19 cabinas, sala de desayuno, cocina, cuartos de baño, 10 aseos.
- Coche para dormir de segunda clase: 104 camas en 104 cabinas, baños, 12 aseos.
- Coche para dormir de tercera clase: 264 camas en 44 cabinas, sala de desayunos, cocina, cuartos de baño, 10 aseos.
- Coche diurno/nocturno para  Ostarbeiter (trabajadores eslavos): 480 asientos en 52 cabinas, cocina, baños, sala de profesores.
- Coche de cine: sala con 196 asientos.
- Vehículo de observación: 16 asientos de primera clase en 4 compartimentos, 32 asientos de segunda clase en 8 compartimentos, 160 asientos de tercera clase en 20 compartimentos, cocina, buffet frío, bar, plataforma de observación.
- Coche de correo: almacenamiento y clasificación de correo, espacio de paquetería, sala para la tripulación, espacio para 6 automóviles, perreras.
- Coche de equipaje: salas de equipaje, espacio para 2 automóviles, perreras, cantina, sala de la tripulación, múltiples cañones antiaéreos de 20 mm, almacenamiento de municiones y alojamiento para los artilleros de las armas.

## Rutas propuestas
Los primeros planes para las rutas consideraban la India y Vladivostok como los destinos finales de los ferrocarriles, pero en 1943 la planificación se centró exclusivamente en las ciudades europeas. Ucrania y la cuenca del Volga se consideraron objetivos especialmente importantes, ya que estas áreas fueron vistas como los futuros graneros del imperio nazi, potencialmente a través de las "cadenas de asentamiento" o Siedlungsperlen, habitadas por Wehrbauer (colonos), propuestas dentro de los territorios conquistados, que también estarían vinculadas por los tramos más orientales al este de la red de autopistas, la Reichsautobahn. Debido al terreno montañoso, las rutas de la fase inicial de Aquisgrán-París y Budapest-Bucarest se planificaron respectivamente a través de Amberes en lugar de Lieja y a través de Belgrado en lugar de la frontera entre Hungría y Rumania. 
- Este-Oeste: Rostov - Donetsk - Poltava - Kiev - Leópolis - Cracovia - Katowice - Breslavia - Cottbus - Welthauptstadt Germania (Berlín) - Hanóver - Bielefeld - Ruhrgebiet - Aquisgrán - Lieja - Saint-Quentin - París
  - Inicialmente propuso el corredor flamenco como Aachen - Amberes - Gante - París
- Norte-Sureste: Hamburgo - Wittenberge - Welthauptstadt Germania ( Berlín ) - Leipzig - Gotha - Bamberg - Núremberg - Múnich - Simbach am Inn - Linz - Viena - Presburgo - Budapest - Bucarest - Varna / Burgas - Estambul
  - Inicialmente se propuso el corredor serbio como Budapest - Belgrado - Bucarest
- Paralelo Norte-Sur: Welthauptstadt Germania (Berlín) - Dresde - Aussig - Praga - Iglau - Znaim - Viena - Trieste - Roma
- Este-Oeste 2: Múnich - Augsburgo - Stuttgart - Karlsruhe - Metz - Reims - París - Marsella - España

Para más rutas, véanse la versión alemana y la versión holandesa de este artículo.